# 대전보훈공원
대전보훈공원(大田報勳公園)은 대전광역시 중구 사정동 198-2에 있는 공원이다. 
대전광역시 출신 전몰군경, 6.25 참전 국가유공자, 월남 참전 유공자를 추모하는 공원이다. 원래 중구 선화동에 있던 구영렬탑을 선화용두지구재정비 촉진사업으로 인해 사정동 보문산공원 안으로 이전하여 조성하였다.

## 자매 결연
- 대전보성초등학교